# Semnul Euro

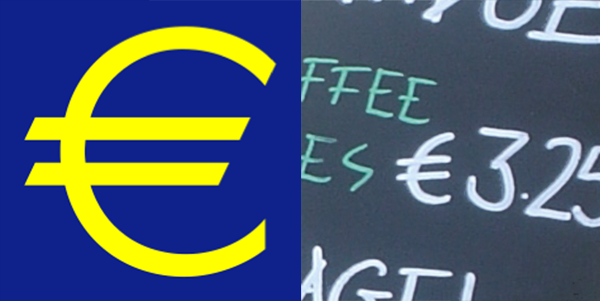
Semnul euro; logotip și în scris de mână

Semnul euro

 Semnul euro (€) este semnul valutar utilizat pentru moneda euro, moneda oficială a Uniunii Europene (UE) și a unor țări din afara UE (Kosovo și Muntenegru). Ideea de proiectare a fost prezentată public de către Comisia Europeană la 12 decembrie 1996. Se compune dintr-o literă stilizată E (sau epsilon), tăiată de două linii în loc de una. Caracterul este codificat în Unicode la. În limba engleză, semnul precede valoarea (de ex. €10, nu 10 €, în contrast cu majoritatea celorlalte limbi europene, printre care și româna). În unele ghiduri de stil, semnul nu este spațiat (10€).

## Proiectare

Construcția grafică oficială a siglei euro

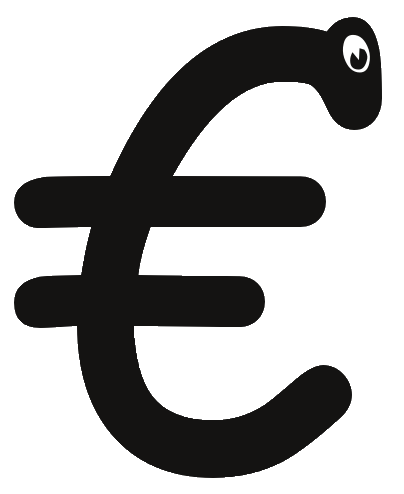
Designul euro prezentat în fontul Windows Comic Sans avea inițial un ochi desenat în interiorul unei serife. Acesta a fost eliminat pentru a face ca simbolul să se potrivească limitelor de lățime a caracterului datorită utilizării acestuia cu cifre.

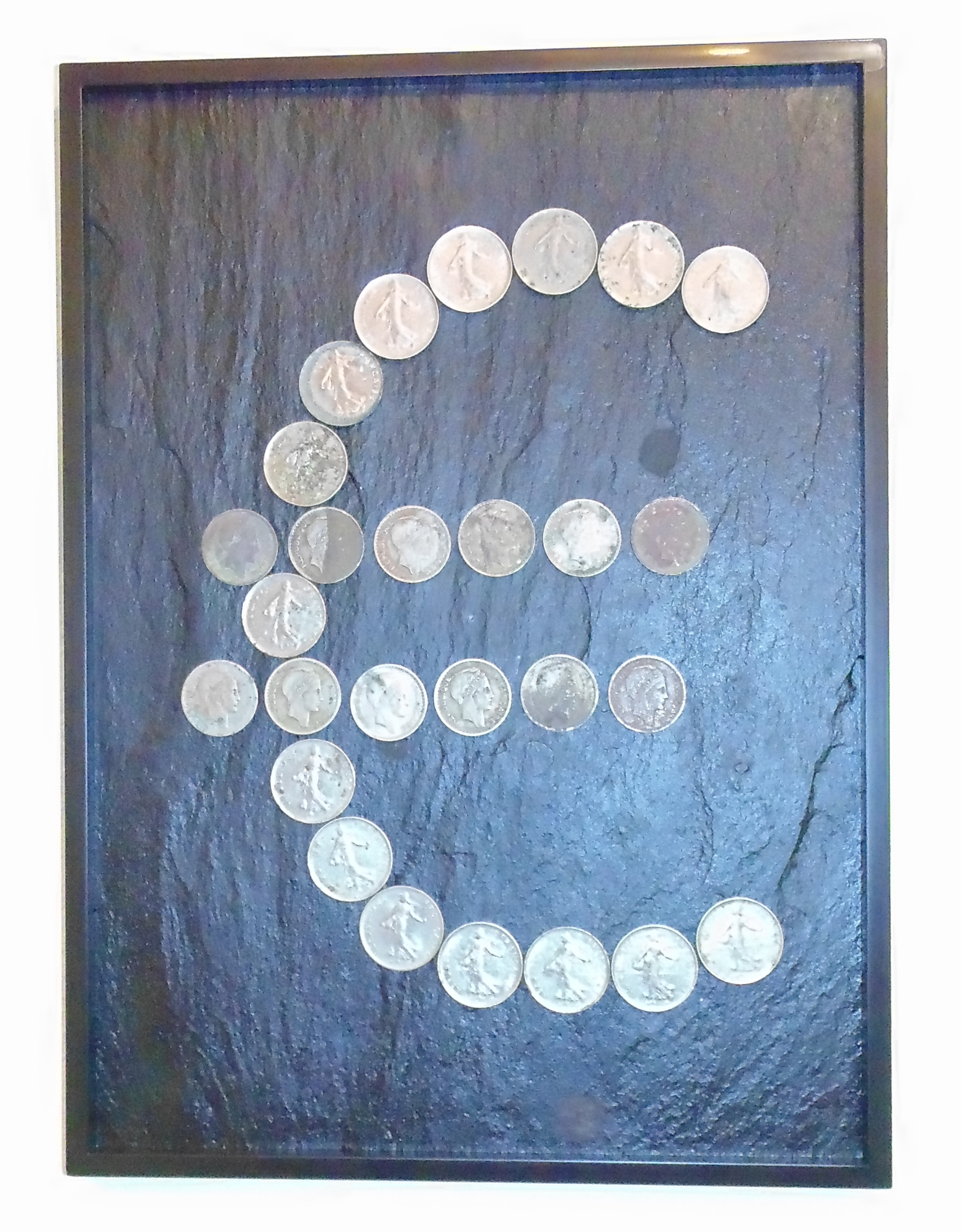
Semnul euro - artă minimalistă

Semnul de valută euro a fost conceput pentru a avea o structură similară cu semnul vechi pentru unitatea monetară europeană (codificată ca  U+20A0 ₠ ). Au fost inițial 32 de propuneri; acestea au fost reduse la zece. Aceste zece au fost supuse unui studiu public. După ce studiul a redus aceste zece propuneri la două, Comisia Europeană a ales proiectul final. Celelalte modele care au fost luate în considerare nu sunt disponibile publicului pentru vizualizare, și nici nu există informații referitoare la proiectanți disponibile pentru întrebări publice. Comisia Europeană consideră că procesul de proiectare a fost intern și păstrează secrete aceste înregistrări. Câștigător a fost un proiect creat de o echipă de patru experți a căror identitate nu a fost dezvăluită. Se presupune că proiectantul belgian, Alain Billiet, a fost câștigătorul și, astfel, proiectantul semnului euro.
„Inspirația pentru simbolul € a venit de la simbolul grecesc epsilon (ϵ) – o referință către locul de naștere al civilizației europene – și prima literă a cuvântului Europa, tăiat de două linii paralele pentru a "certifica" stabilitatea monedei euro.”—Comisia Europeană
 Povestea oficială a istoriei siglei semnului euro este contestată de Arthur Eisenmenger, fostul designer-șef al Comunității Economice Europene, care susține că a avut aceeași idee înainte ca aceasta să fie preluată de Comisia Europeană. 
Comisia Europeană a specificat o siglă euro cu proporții și culori precise (culoare Pantone galben pentru literă, culoare Pantone Reflex Blue pentru fundal), pentru utilizarea în materialele de relații publice legate de introducerea monedei euro. În timp ce Comisia intenționa ca sigla să fie o formă de glifă prescrisă, proiectanții de fonturi au arătat clar că intenționau să-și modeleze propriile variante.

## Utilizare pe calculatoare
Generarea semnului euro cu ajutorul unui calculator depinde de sistemul de operare și de convențiile naționale. Unele companii de telefonie mobilă au emis o actualizare software provizorie pentru setul special de caractere SMS, înlocuind semnul japonez yen mai puțin frecvent cu semnul euro. Telefoanele mobile mai noi au ambele semne valutare. 
Euro este reprezentat în setul de caractere Unicode cu numele de caracter EURO SIGN și poziția codului U+20AC (zecimala 8364), precum și în versiunile actualizate ale codărilor tradiționale ale caracterelor latine. În HTML, entitatea &euro; poate fi, de asemenea, utilizată. 

Semnul euro într-o selecție de fonturi

O codificare implicită a caracterelor, împreună cu faptul că poziția de cod a semnului euro este diferită în schemele de codare comune, a condus la numeroase probleme de afișare a semnului euro în aplicațiile informatice. În timp ce afișarea semnului euro nu este o problemă atât timp cât este utilizat doar un sistem (cu condiția să fie disponibil un font actualizat cu o glifă adecvată), setările mixte produc adesea erori. Un exemplu este un sistem de administrare a conținutului în care articolele sunt stocate într-o bază de date utilizând un alt set de caractere decât cel de pe calculatorul editorului. Altul este software-ul legacy, care poate trata numai codificări mai vechi, cum ar fi ISO 8859-1, care nu conțin deloc semnul euro. În astfel de situații, s-au făcut conversii de caractere, adesea introducând erori de conversie, cum ar fi un semn de întrebare (?) în locul unui semn euro. 
S-a avut grijă să nu se înlocuiască un semn valutar învechit cu semnul euro. Acest lucru ar putea crea semne valutare diferite pentru expeditor și destinatar în e-mail-uri sau site-uri web, cu confuzii despre acordurile de afaceri ca rezultat. 

### Metode de intrare
În funcție de aspectul tastaturii și de sistemul de operare, simbolul poate fi introdus ca: 
- AltGr + 4 (UK/IRL)
- AltGr + 5 (US INTL/ESP)
- AltGr + E (BEL/ESP/FRA/GER/ITA/POR/CZE/EST/LTU/SWE)
- AltGr + U (HU/PL)
- Ctrl + Alt + 4 (UK/IRL)
- Ctrl + Alt + 5 (US INTL/ESP)
- Ctrl + Alt + e în Microsoft Word în Statele Unite
- Alt + 0128 în Microsoft Windows (depinde de setarea de localizare a sistemului)[a]
- Ctrl + Shift + u urmat de 20ac în Chrome OS și în alte sisteme de operare utilizând IBus.
- Ctrl + k urmat de =e în editorul de text Vim

1. ↑  ⎇ Alt{{#if:|+0{{#if:|1{{#if:|2{{#if:|8{{#if:| is the correct alt code for the Euro under most system locale settings. Under Cyrillic-based system locale settings (using Windows code page 1251), ⎇ Alt{{#if:|+0{{#if:|1{{#if:|3{{#if:|6{{#if:| must be used. Neither will work under Japanese (932), Korean (949) or Traditional Chinese (950) system locale settings.

 În sistemul de operare MacOS se utilizează o varietate de combinații de taste în funcție de aspectul tastaturii, de exemplu: 
- ⌥ Opțiune + 2 în structura britanică
- ⌥ Opțiune + Shift + 2 în structura Statele Unite
- ⌥ Opțiune + Shift + 5 în structura slovenă
- ⌥ Opțiune + $ în structura franceză[8]
- ⌥ Opțiune + E în structura română, germană, spaniolă și italiană
- ⇧ Shift + 4 în structură suedeză

Secvența de compunere pentru semnul euro este =E.

## Utilizare

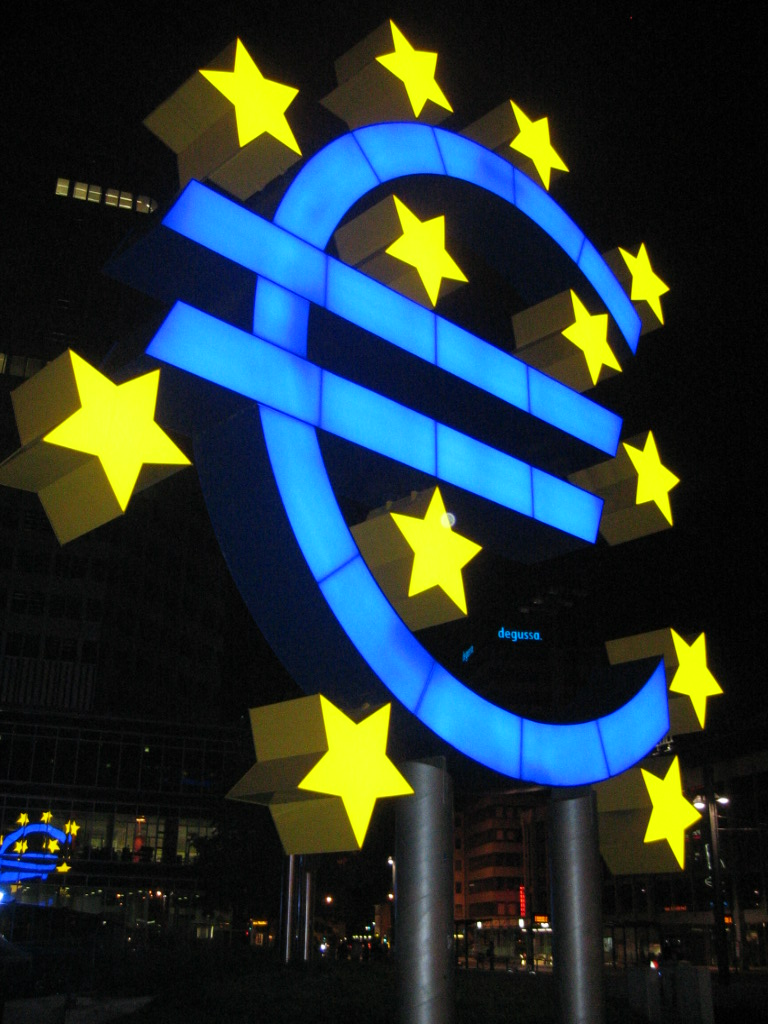
O structură luminoasă a semnului euro la Banca Centrală Europeană din Frankfurt

Plasarea semnului variază de asemenea. Țările au generat convenții diverse sau au susținut convențiile fostelor lor valute. De exemplu, în Irlanda și Olanda, unde semnele monetare anterioare (£ și <i id="mw0A">ƒ</i>, respectiv) au fost plasate înaintea numărului, semnul euro este universal plasat în aceeași poziție. În multe alte țări, inclusiv Franța, Belgia, Germania, Italia, Spania, Letonia și Lituania, o sumă de 3,50 euro ar fi scrisă la 3,50 €. 
Uniunea Europeană a emis într-adevăr un ghid privind utilizarea semnului euro, afirmând că ar trebui plasat înaintea sumei fără spațiu în limba engleză, și după sumă în majoritatea celorlaltelor limbi.
În limba engleză, semnul euro, asemănător cu semnul dolarului ($) și cu semnul lirei sterline (£), este plasat înaintea cifrei, fără a se lăsa spațiu, așa cum este utilizat de publicații precum Financial Times și The Economist. Atunci când este scris, "euro" este plasat după valoare cu litere mici; pluralul este folosit pentru două sau mai multe unități, iar eurocenții sunt indicați cu un punct, nu cu virgulă, de exemplu, 1.50 euro, 14 euros. 

Sumele sunt adesea exprimate ca zecimale ale monedei euro (de exemplu 0,10 €). Alte denumiri pentru eurocenți sunt "ct." (în special în Germania, Spania, Italia și Lituania), "snt." (Finlanda) și Λ (litera mare lambda pentru Λεπτό (Leptó) în Grecia): 10 ct./10Λ/10 cent./10 snt. 

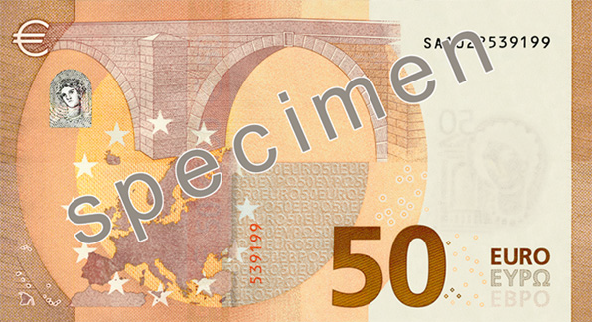
Semnul euro se află în colțul din stânga sus pe reversul unei bancnote de 50€.

În limba engleză standard: 
- € 0.10 / 10ct. (cantitate)
- €-0.10 (negativ)
- -€0.10 (reducere)

## Vezi si
- Dolar spaniol
- Cifrão
- Semnul dolarului
- Semnul rupiei indiene
- Semnul lirei sterline
- Semnul rublei
- Semnul lirei turcești
- Semnul yenului
- Semnul yuanului
- Semnul wonului